# Carpodacus davidianus
El camachuelo de David (Carpodacus davidianus) es una especie de ave paseriforme de la familia Fringillidae propia de Asia. Anteriormente se consideraba una subespecie del camachuelo bonito (Carpodacus pulcherrimus), pero en la actualidad se clasifican como especies separadas. Su nombre conmemora al naturalista y misionero francés Armand David.

## Taxonomía
Tradicionalmente se consideraba una subespecie del camachuelo bonito (Carpodacus pulcherrimus), pero en 2013 se separó para clasificarse como especies separadas a causa de los estudios genéticos. No se reconocen subespecies diferenciadas de camachuelo de David.

## Distribución y hábitat
Se encuentra únicamente en Mongolia y China. Su hábitat natural son las zonas de matorral templado y subtropical.